# 沈應奇
沈應奇，字天瑞，浙江寧波府人，明朝政治人物。

## 生平
父沈益，永樂間遷北京。應奇生七歲能大字，以“神童”科薦，得憲宗召試，本欲授中書舍人。内閣萬安奏道：「應奇尚年少，當令其讀書，不宜當官。」於是改送順天府學，師從楊守陳、豐熙學習《易經》。正德十四年（1519年），中式己卯科鄉試。《武宗實錄》修成，授中書舍人。六年任免，正待轉官而卒。